# Moemins

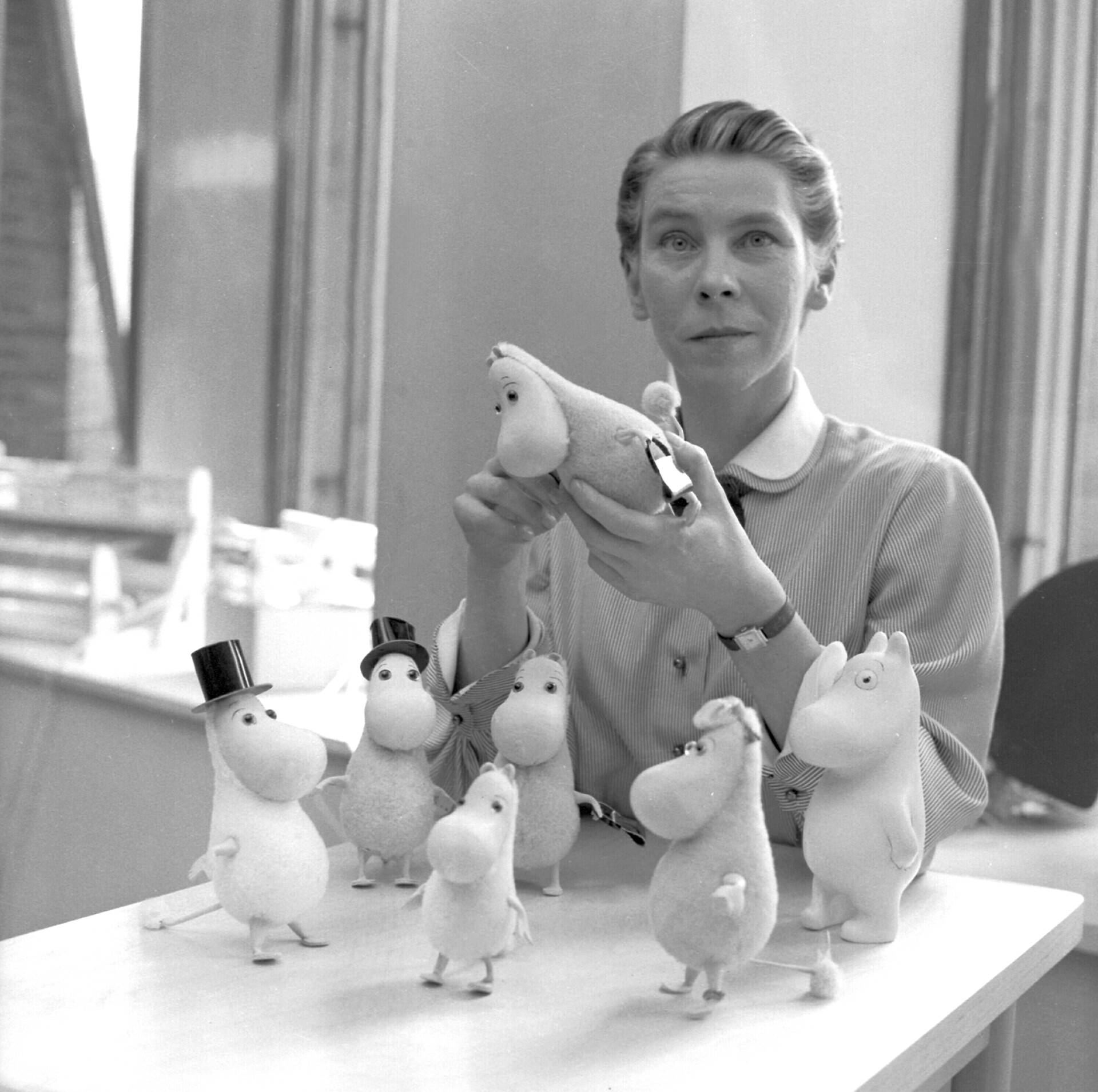
Tove Jansson met een aantal figuren

De Moemins (Zweeds: Mumintrollen, Fins: Muumit, Engels: Moomins) zijn de hoofdpersonages in een reeks boeken en stripverhalen van de Finse schrijfster Tove Jansson. Ze werden vanaf 1945 oorspronkelijk uitgebracht in het Zweeds.
De Moemins zijn Noordse trollen, die in hun eigen vallei (de Moem- of Moeminvallei) wonen. Ze lijken echter op nijlpaarden, in plaats van op de echte mythologische trol. In totaal zijn er 9 boeken, 5 prentenboeken en 74 strips gemaakt. De Moemins hebben ook hun eigen museum in Tampere en hun eigen themapark, Muumimaailma (De wereld van Moem), in Naantali, Finland.

## Personages

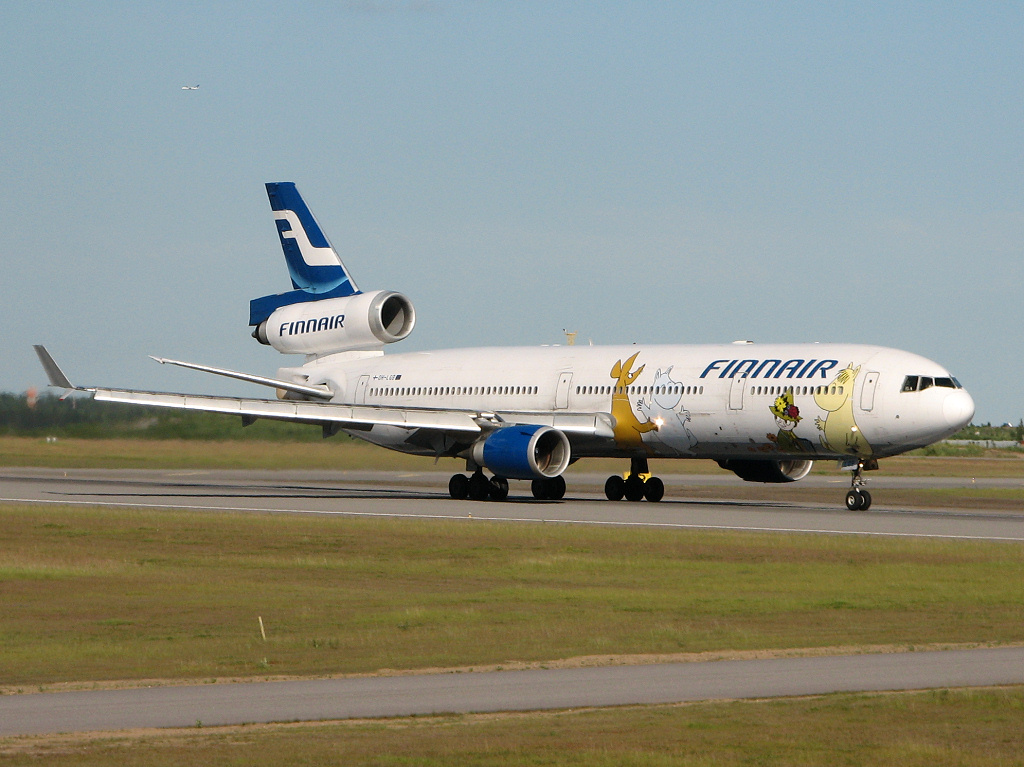
Een vliegtuig van Finnair met v.l.n.r. Snif, Moemin, Snuisterik en Troela

De hoofdpersoon in het boek en de stripverhalen is Moem (Zweeds: Mumintrollet, Fins: Muumipeikko). Hij is een avontuurlijke trol die niet bang is om nieuwe dingen te ontdekken. Hij leeft samen met Moeminpapa (papa Moem, zijn vader) en Moeminmama (zijn moeder) in hun huis.
Naast de Moeminfamilie zijn er ook nog nevenpersonages waarvan onderstaande de belangrijkste zijn (met tussen haakjes de Zweedse namen):
- Snif (idem), een bruin dier, dat lijkt op een muis of een rat. Hij is zeer geïnteresseerd in geld en zoekt altijd manieren om snel rijk te worden.
- Snuisterik (Snusmumriken, in eerdere Nederlandse boeken "Snuusmoemrik"), de beste vriend van Moem. Elke winter reist hij naar het zuiden, om in de lente weer terug te komen. Hij woont in een tent, rookt pijp en speelt mondharmonica. Hij weet ook zeer veel over de natuur.
- Kleine Mie (Lilla My; uitgesproken als Muu; in eerdere Nederlandse boeken "Mu"), een relatief klein meisje, dat een grote mond heeft. Hoewel ze altijd haar zin wil krijgen, kan ze ook een trouwe vriend zijn.
- Troela (in eerdere boeken "Snorkmeisje") (Snorkfröken), het vriendinnetje van Moem. Ze heeft blond haar en draagt een goudkleurige enkelband. Ze behoort tot de Snorks, wat betekent dat ze van kleur kan veranderen wanneer ze in een andere stemming komt.
- Snork, de broer van Troela. Hij draagt een bril en hij probeert altijd iets uit te vinden. Soms zijn dat hele gevaarlijke dingen en is zijn zuster bang dat hij zich pijn gaat doen.
- Stinkie, een klein bruin harig beestje met een grote ronde neus en twee trechtervormige oren. Hij probeert altijd iets te stelen of anderen in gevaar te brengen.
- Alicia, een kleine heks in opleiding die graag vrienden wil zijn met Moemin en de zijnen, maar dat wordt haar door haar grootmoeder verboden.
- Juffrouw Filiyonk, een nogal aanmatigende vrouw die haar drie kinderen verbiedt om lol te maken. Ze wil dat haar kinderen hard studeren zodat het hele slimme wezens worden.

## Lijst van boeken

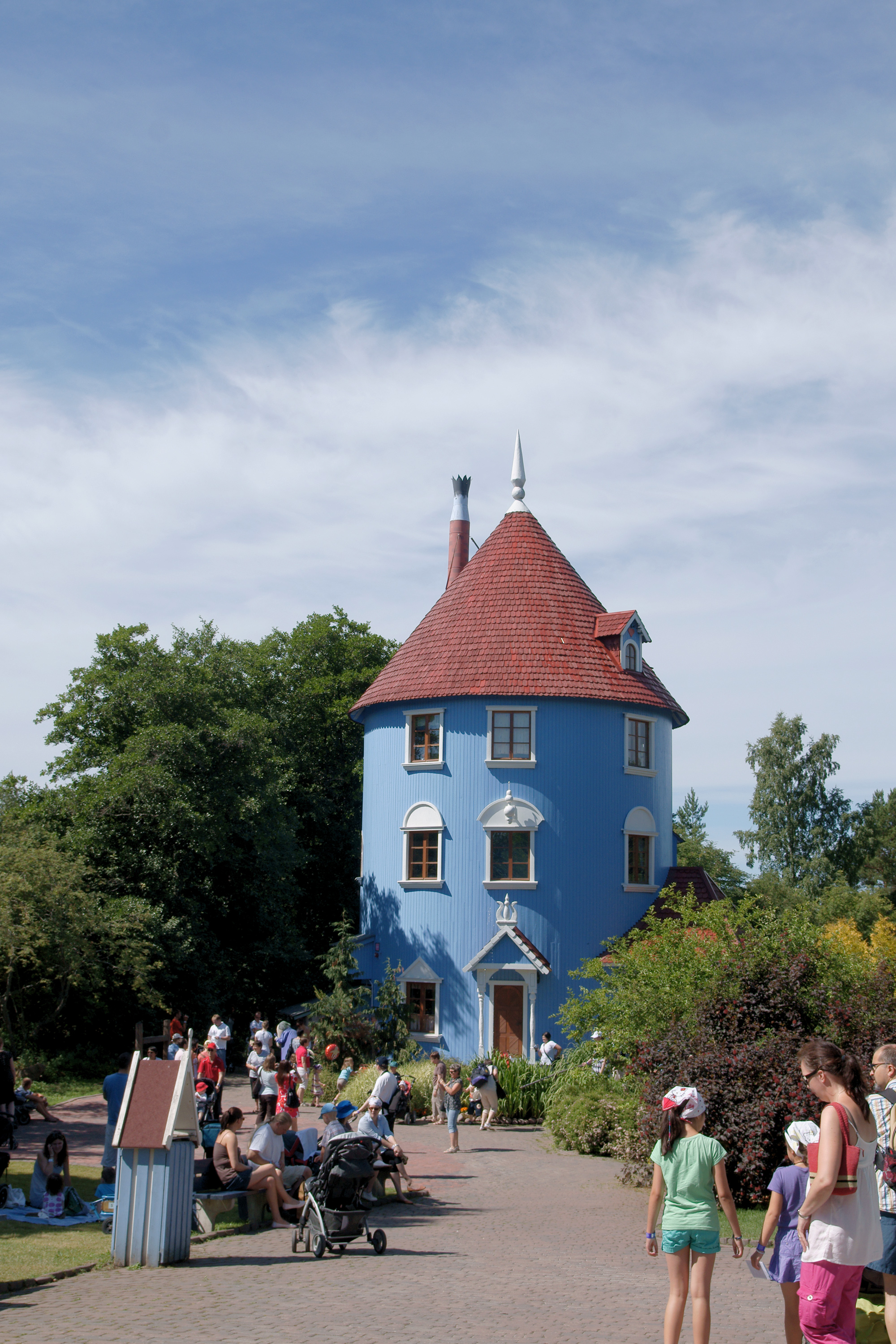
Muumitalo in Muumimaailma

De Moeminboeken zijn (in volgorde van verschijnen):
1. Småtrollen och den stora översvämningen (De grote overstroming) – 1945.
2. Kometjakten/Kometen kommer (Een komeet boven Moemvallei/De komeet komt eraan) – 1946.
3. Trollkarlens hatt (De hoed van de tovenaar) – 1948.
4. Muminpappans bravader/Muminpappans memoarer (De wilde jaren van Pappa Moem) – 1950.
5. Farlig midsommar – 1954.
6. Trollvinter (Moem's toverwinter) – 1957.
7. Det osynliga barnet – 1962 (korte verhalen).
8. Pappan och havet (Pappa Moem en de mysteriën van de zee) – 1965.
9. Sent i november – 1970.

Ook zijn er 5 prentenboeken, eveneens gemaakt door Tove Jansson
1. Hur gick det sen? (En toen? Het boek over Miezel, Moem en Kleine Mie) – 1952.
2. Vem ska trösta knyttet? – 1960.
3. Den farliga resan (De gevaarlijke tocht) – 1977.
4. Skurken i Muminhuset – 1980.
5. Visor från Mumindalen – 1993.

De boeken en strips zijn vanuit het Zweeds naar veel andere talen vertaald.

## Televisieseries en films
Over de Moemins zijn veel series en films gemaakt, waarvan de bekendste serie waarschijnlijk de Japans-Nederlandse versie uit 1990 is. Uit deze samenwerking kwam ook een film. Ook zijn er twee series uit de Sovjet-Unie, stop-motionseries en nog vele andere.
Hieronder volgt een lijst met alle televisieseries en films over de Moemins:
- Die Muminfamilie (De Moemfamilie) 1959 - Een West-Duitse televisieserie waar met marionetten gewerkt werd, en het vervolg uit 1960 Sturm im Mumintal (Storm in de Moemvallei)
- Mūmin, Japanse televisieserie uit 1969-70
- Mumintrollet , 1969 - Zweedstalige Finse serie met kostuumacteurs
- Shin Mūmin (Nieuwe Moem), 1972 - Een nieuwe versie van de Japanse reeks uit 1969
- Mūmin (Moem), 1971 - Japanse film
- Mūmin (Moem), 1972 - Japanse film
- Mumindalen (Moemvallei), 1973 - Zweedse serie met kostuumacteurs
- Mumi-troll (Moem), 1978 - Stop-motionfilm uit de Sovjet-Unie over het boek Een komeet boven Moemvallei
- Opowiadania Muminków (De Moems), 1977–82 - Een stop-motionserie uit Oostenrijk, Duitsland en Polen. De serie is verdergelopen in een aantal andere formats
  - Moomin and Midsummer Madness, 2008 - Een uit Finland afkomstige compilatie van de televisieserie
  - Moomins and the Comet Chase, 2010 - Een uit Finland afkomstige 3-D film, gebaseerd op de serie van 1977-82
  - The Moomins, 2010 - Een uit Finland afkomstige HD-versie van de serie.
- Vem ska trösta knyttet?, 1980 - Zweedse animatiefilm naar het gelijknamige boek
- Shlyapa Volshebnika (De hoed van de tovenaar), 1980–83 - Een serie uit de Sovjet-Unie
- Moomin (Japans: Tanoshii Mūmin Ikka), 1990–91 - Veruit de bekendste serie; uit een samenwerkingsverband tussen Nederland, Finland en Japan. De serie werd op tv in het Nederlands uitgezonden bij de KRO, eerst op NPO 1, later op NPO 3 bij NPO Zappelin, van 1999 tot 2012.
  - Tanoshii Mūmin Ikka: Bōken Nikki (Het avonturendagboek van de wonderlijke Moemfamilie), 1991–92 - Nederlands-Japanse animatieserie, gebaseerd op de serie uit 1990-91
  - Tanoshii Mūmin Ikka: Mūmindani no Suisei (Een komeet boven Moemvallei), 1992 - Animatiefilm door dezelfde makers
- Hur gick det sen? (En toen? Het boek over Miezel, Moem en Kleine Mie), 1993 - Zweedse korte film over hetzelfde boek

## Afleveringen (Jaren 90)
- - Film: Komeet in de Mooninvallei
  - Ep. 1 De lente keert terug
  - Ep. 2 De Toverhoed
  - Ep. 3 Het Wrak (1)
  - Ep. 4 Het Verlaten Eiland (2)
  - Ep. 5 De Hattifatteners (3)
  - Ep. 6 Tofsel En Wifsel (1)
  - Ep. 7 De Koffer (2)
  - Ep. 8 De Tovenaar (3)
  - Ep. 9 Het Ontzichtbare kind (1)
  - Ep. 10 Het Ontzichtbare kind (2)
  - Ep. 11 De Vleugel
  - Ep. 12 De Piraten
  - Ep. 13 De laatste draak ter wereld
  - Ep. 14 Fillyjonks spelen niet
  - Ep. 15 Prinses Snorkmaiden
  - Ep. 16 Buitenaards bezoek
  - Ep. 17 Pappa moomin zoekt avontuur
  - Ep. 18 De krat (1)
  - Ep. 19 Het oerwoud (2)
  - Ep. 20 De Dierentuin (3)
  - Ep. 21 Snufkins vertrek
  - Ep. 22 Moomin winter (1)
  - Ep. 23 Wintergasten (2)
  - Ep. 24 Snufkins terugkeer
  - Ep. 26 De Vuurtorenwachter (2)
  - Ep. 27 De tante van papa moomin
  - Ep. 28 Het Drijvende Theater
  - Ep. 31 De Ontploffing
  - Ep. 32 De gouden vis
  - Ep. 33 De geest in de olielamp
  - Ep. 34 De vlieger
  - Ep. 35 De Heks
  - Ep. 36 Donkere dagen voor kerst
  - Ep. 37 Het Vreugdevuur
  - Ep. 38 De betovering
  - Ep. 39 Knallen in de nacht
  - Ep. 40 Het geheime vuurwerk
  - Ep. 41 Gespuis in de moomin vallei
  - Ep. 42 De zonsverduistering
  - Ep. 43 De Circusster
  - Ep. 44 Het Vierjaardags cadeau
  - Ep. 45 Moomin bouwt een huis
  - Ep. 46 Dame Elaine
  - Ep. 47 De Geiser
  - Ep. 49 De Reuze Pompoen
  - Ep. 50 Het duiveltje